# La Mort du général Warren à la bataille de Bunker Hill, le 17 juin 1775
La Mort du général Warren à la bataille de Bunker Hill, le 17 juin 1775 (titre original en anglais : The Death of General Warren at the Battle of Bunker's Hill, June 17, 1775) est une huile sur toile de John Trumbull réalisée en 1786.

## Description
Le sujet est la mort du militaire américain Joseph Warren au 17 juin 1775 à la bataille de Bunker Hill pendant la guerre d'indépendance des États-Unis. Warren, un homme politique influent du Massachusetts, avait été fait général, a été tué pendant ou peu après la prise de Breed's Hill par les troupes britanniques.
Sur le tableau est aussi présent le major britannique John Small (retenant une baïonnette visant Warren), le patriote Thomas Knowlton (en) (en chemise blanche derrière Small), le général américain Israel Putnam (en bleu à l'extrême gauche), le général britannique Henry Clinton (en arrière-plan sans chapeau), l'officier des Royal Marines John Pitcairn (mourant côté gauche dans les bras de son fils William), le général britannique William Howe (au centre) et le militaire britannique Francis Rawdon-Hastings (tenant le drapeau britannique). En arrière-plan, une personne de couleur pourrait être Peter Salem, tandis qu'un esclave se trouve derrière le colon Thomas Grosvenor à l'extrême droite du tableau. Le général britannique James Abercrombie serait aussi présent.
Le décor est le Boston Harbor, tandis que le ciel obscurci est lié à la fumée se dégageant de la ville de Charlestown attaquée par les Britanniques.
Cette peinture emblématique de la révolution américaine est conservée au musée des beaux-arts de Boston, aux États-Unis.